# Roszarnia (Lębork)
Roszarnia, Osiedle Roszarnicze – osiedle mieszkalne w południowo-zachodniej części miasta Lębork. Małe osiedle domków jednorodzinnych zapoczątkowane przez Niemców rozbudowywane do dziś. Przez Roszarnię przechodzi trasa kolejowa 202 (Gdańsk-Stargard). Bieg kończy tutaj autobus komunikacji miejskiej "6".